# Фридрих Вилхелм фон Алвенслебен
Фридрих Вилхелм фон Алвенслебен (II) (на немски: Friedrich Wilhelm von Alvensleben; * 18 ноември 1683 във Волтерслаге, част от Остербург в Алтмарк; † 18 март 1752 в Цихтау, част от Гарделеген) е благородник от род Алвенслебен „от Черната линия“, наследствен господар на имението Цихтау в Саксония-Анхалт.
Той е син на Йохан Фридрих III фон Алвенслебен (1647 – 1703) и съпругата му Елизабет София фон Бюлов (1652 – 1698), вдовица на Фридрих Вилхелм фон Редерн, дъщеря на Йохан фон Бюлов († сл. 1629) и Сабина фон Ягов (* ок. 1610).
Внук е на Гебхард XXIV фон Алвенслебен (1591 – 1667) и Берта София фон Залдерн (ок. 1610 – 1670).
Сестра му Хелена Доротея фон Алвенслебен (* 21 януари 1689, Цихтау; † 23 януари 1711, Еркслебен) е омъжена на 4 юни 1706 г. за Йохан Август фон Алвенслебен (1680 – 1732).
Имението Цихтау принадлежи от 1473 до 1681 г. на род фон Алвенслебен, след това е разделено на две части (на „Alte Seite“ и „Neue Seite“).

## Фамилия
Фридрих Вилхелм фон Алвенслебен се жени на 14 ноември 1711 г. за Хенриета София фон Вердер (* 21 октомври 1686, Вердерсхаузен; † 16 ноември 1750, Цихтау), дъщеря на Леберехт Емануел фон дем Вердер (1658 – 1696). Те имат шест деца:
- Йохан Фридрих фон Алвенслебен (* 2 октомври 1712, Цихтау; † 11 септември 1783, Цихтау), 1763 – 1782 г. президент на управлението в херцогство Магдебург, неженен
- Леберехт Емануел фон Алвенслебен (* 27 септември 1713; † 16 ноември 1750, Цихтау)
- Бусо фон Алвенслебен († 11 януари 1715)
- Ахац Хайнрих фон Алвенслебен (* 6 октомври 1716, Цихтау; † 3 април 1777, Фридеберг/Ноймарк), генерал-майор (1766)
- Елизабет София фон Алвенслебен (* 23 февруари 1720; † 3 ноември 1794, Халберщат)
- Хелена Катарина фон Алвенслебен (* 26 октомври 1723; † 23 декември 1799, Халберщат), омъжена I. на 28 декември 1749 г. (1750 г.) за Кристоф Вернер фон дер Асебург и Гунслебен (* пр. 11 юли 1694, Ампфурт; † 28 септември 1761, Халберщат), II. на 18 декември 1763 г. в Кведлинбург за Адолф Фридрих фон Дитфурт цу Данкерзен († 7 септември 1776 в Ринтелн)